# Suzuki Alto Lapin
Suzuki Alto Lapin – samochód typu kei-car produkowany od 2002 roku. Pierwsza generacja była produkowana przez sześć lat - od 2002 do 2006 roku. Druga jest produkowana od 2008 roku. Jest to model bliźniaczy Mazdy Carol. 

## Pierwsza generacja

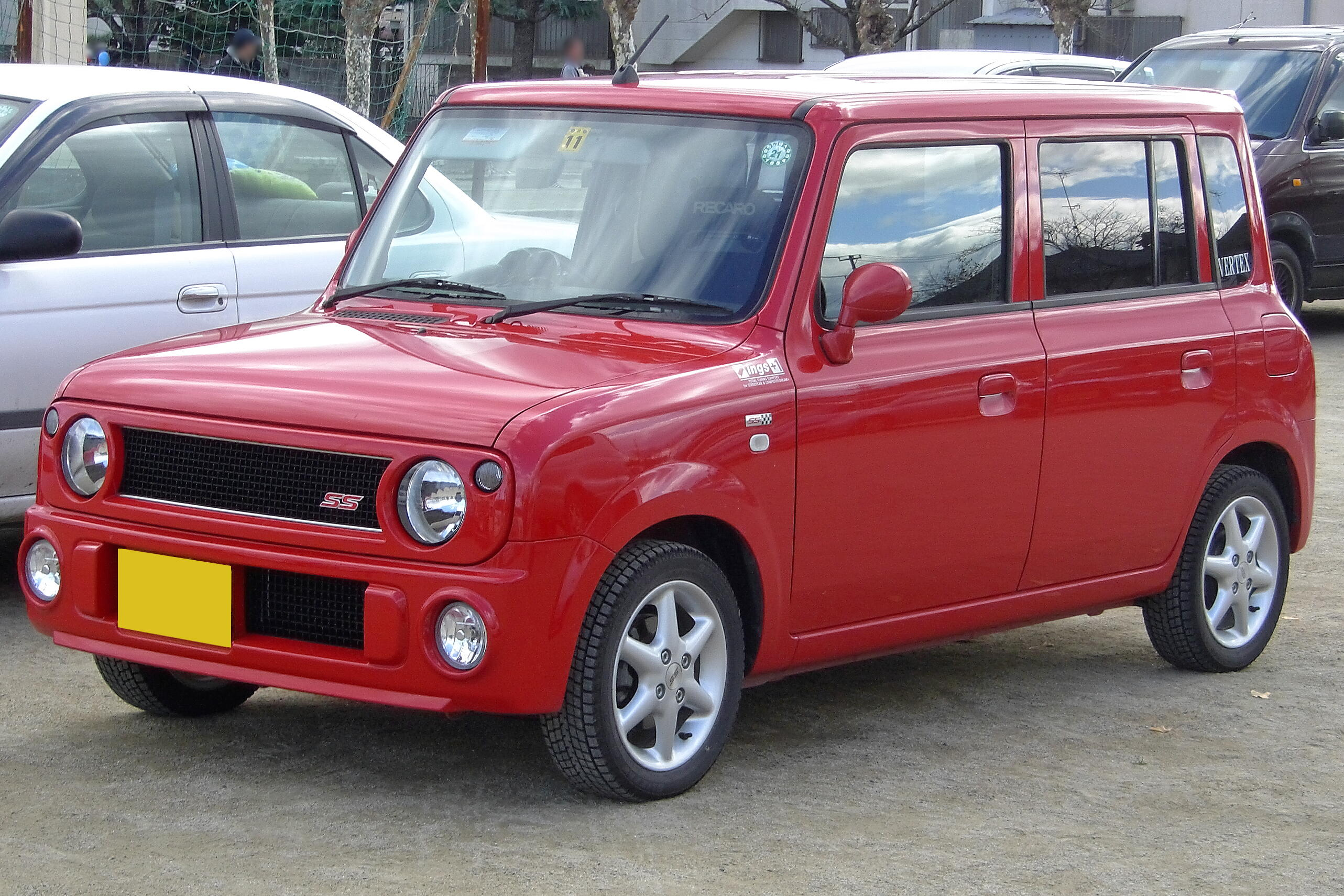
Suzuki Alto Lapin SS

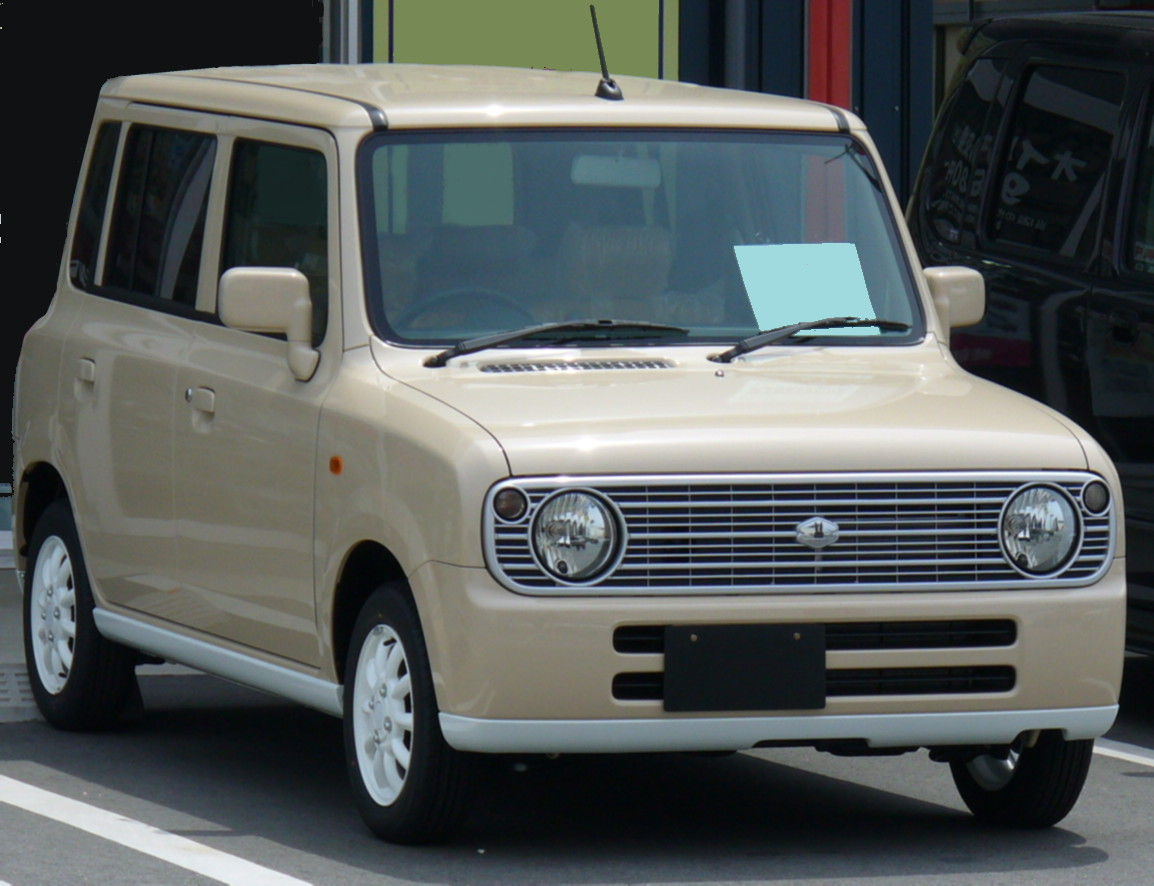
Suzuki Alto Lapin po face liftingu

Suzuki Alto Lapin I jest to kei car w stylu retro. Auto jest 5-drzwiowym hatchbackiem. Zostało zaprezentowane w 2002 roku przez firmę Suzuki. Jest sprzedawane tylko na rynek japoński. Alto Lapin ma kanciaste nadwozie, dzięki czemu ma więcej miejsca w środku niż auta o obłym nadwoziu.
Może być wyposażone w dwa silniki:
- R3 657 ccm
- R3 657 ccm Turbo.

Występowała także sportowa odmiana SS.

## Druga generacja

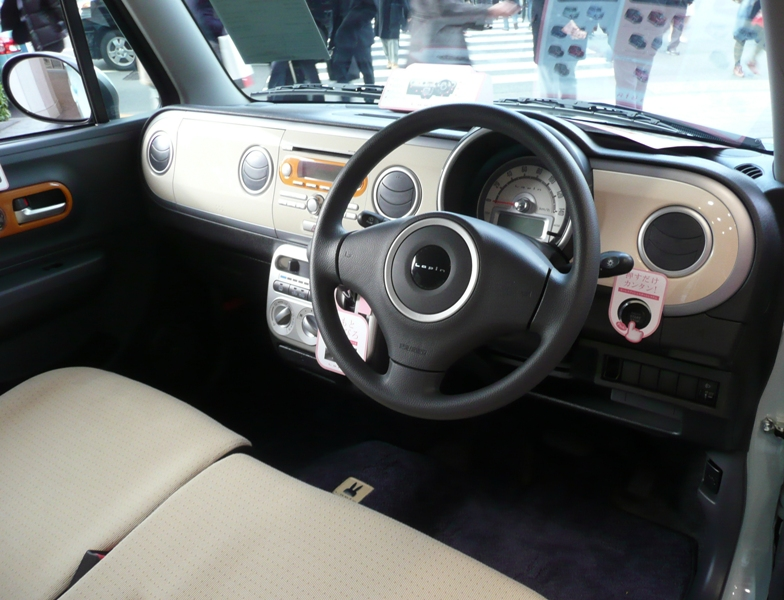
Suzuki Alto Lapin II w środku

Suzuki Alto Lapin jest drugą generacją modelu Alto Lapin. Lapin II jest produkowane od 2008 roku. Samochód dostępny jest tylko w Japonii. Występuje jako 5-drzwiowy hatchback. Występuje z 4-biegową skrzynią automatyczną lub przekładnią CVT.
Jest modelem bliźniaczym Mazdy Spiano.

## Galeria

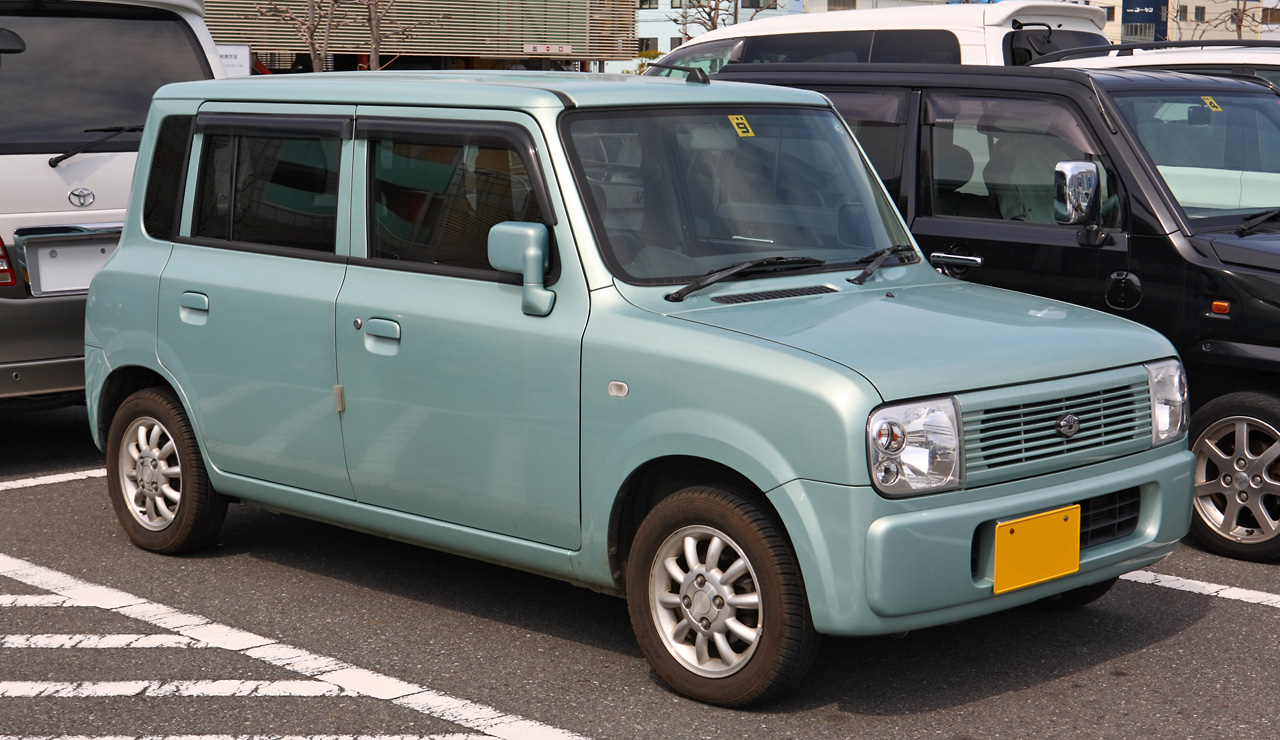
Suzuki Alto Lapin przed liftingiem
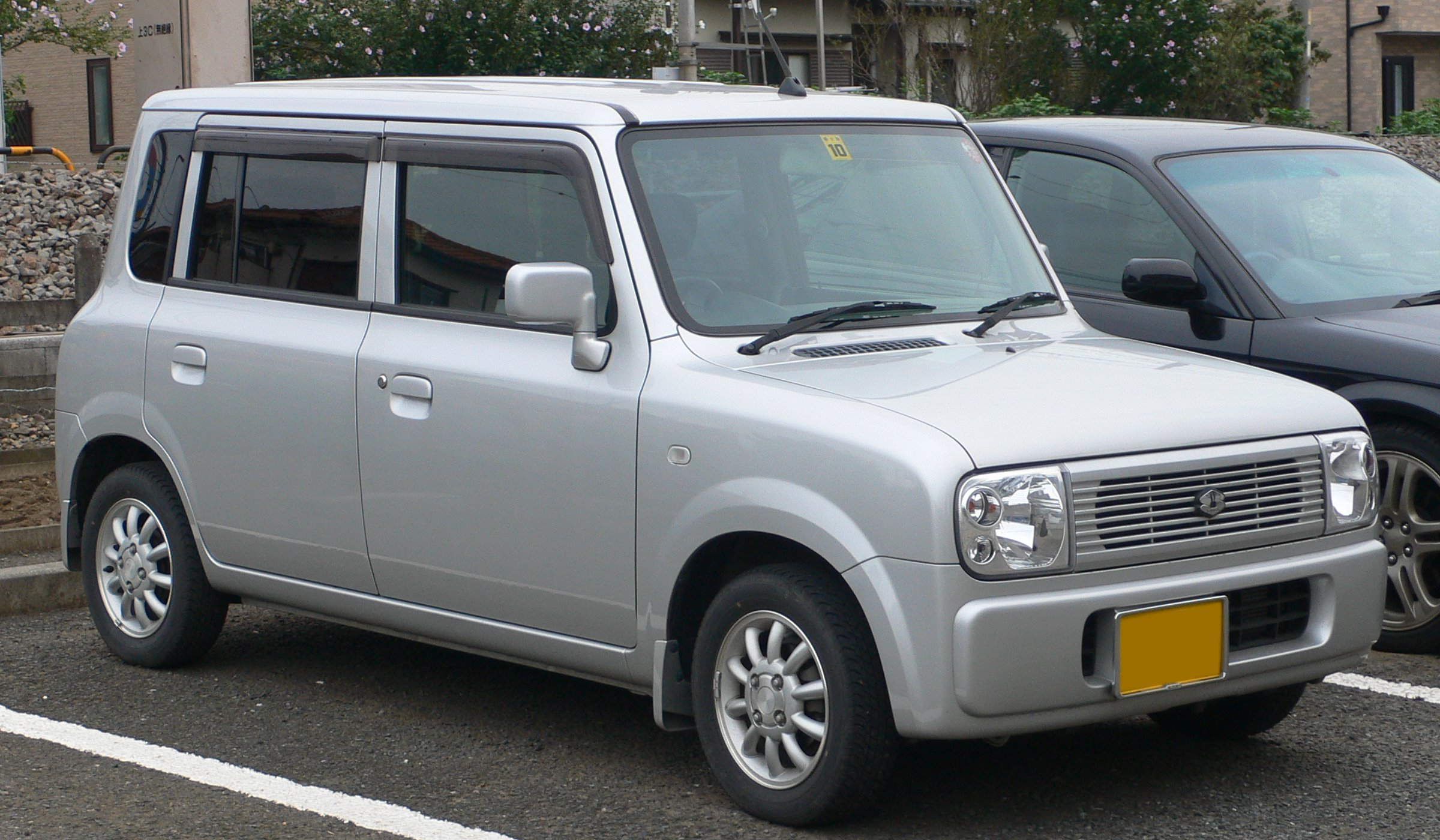
Suzuki Alto Lapin po liftingu
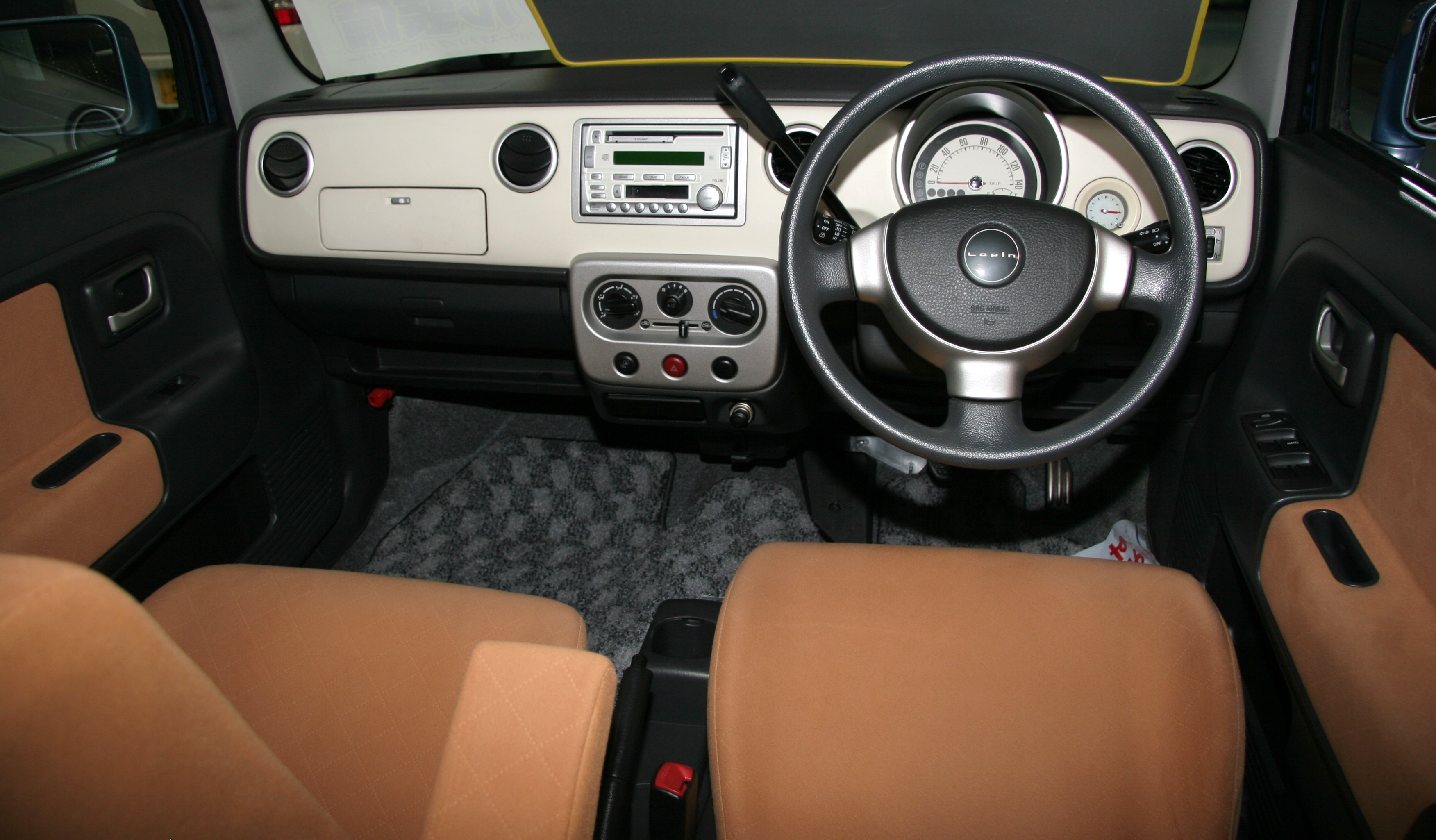
Wnętrze Suzuki Alto Lapin I
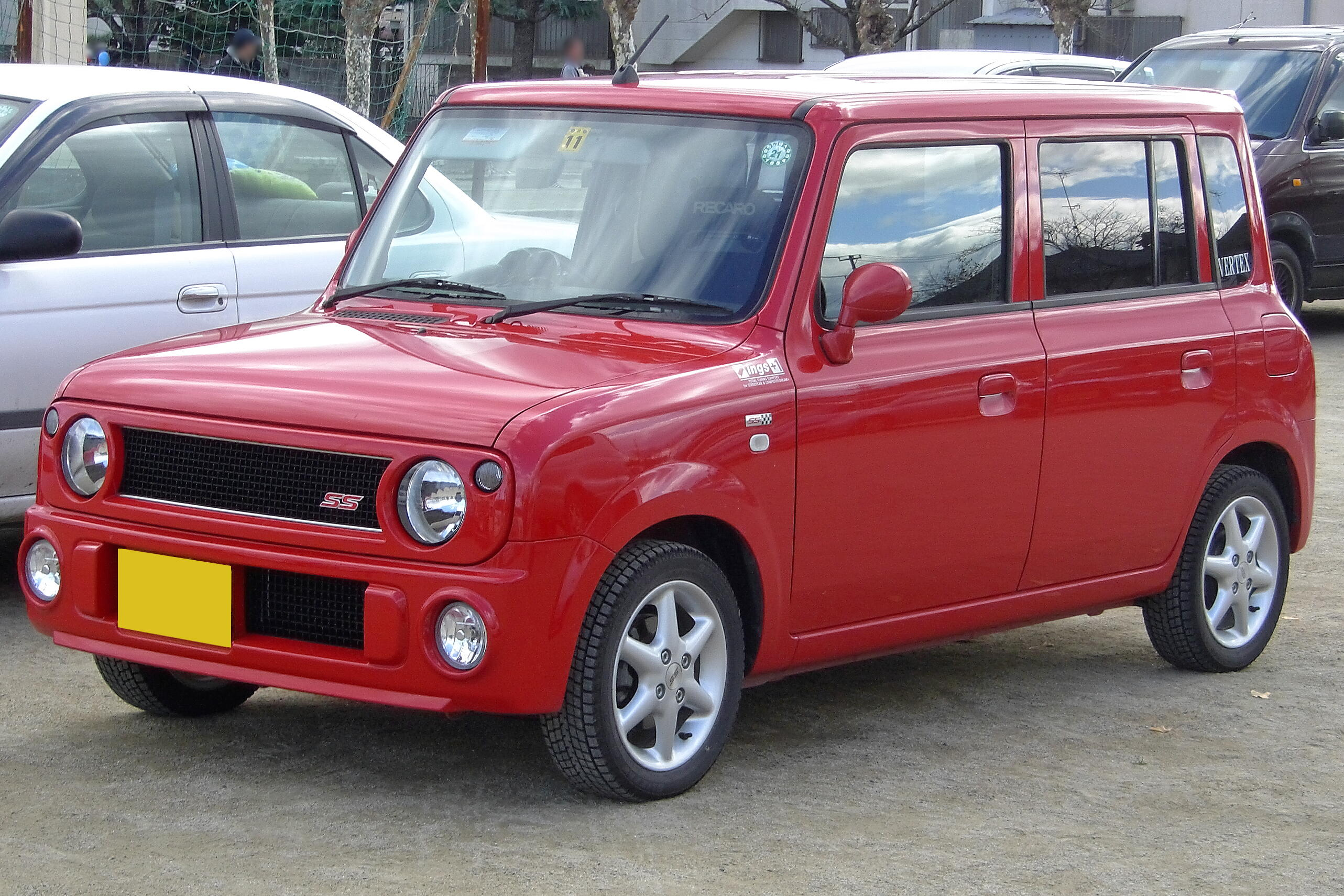
Alto Lapin SS
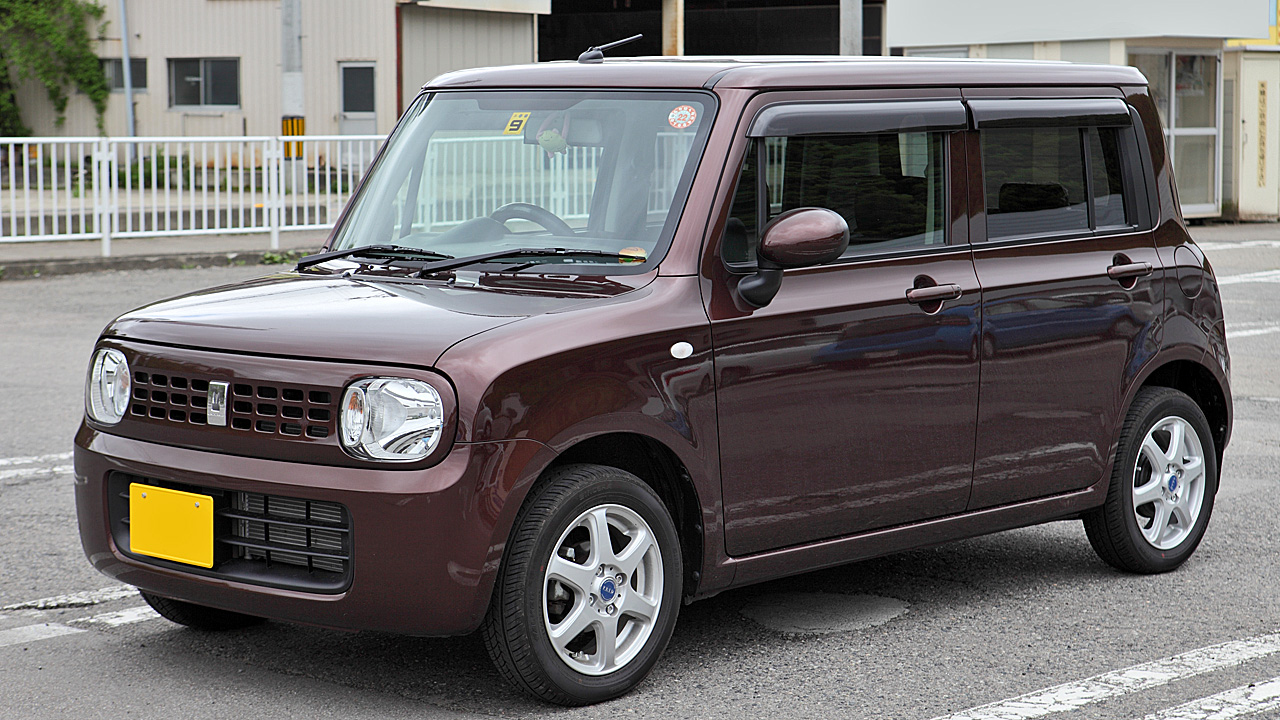
Alto Lapin II
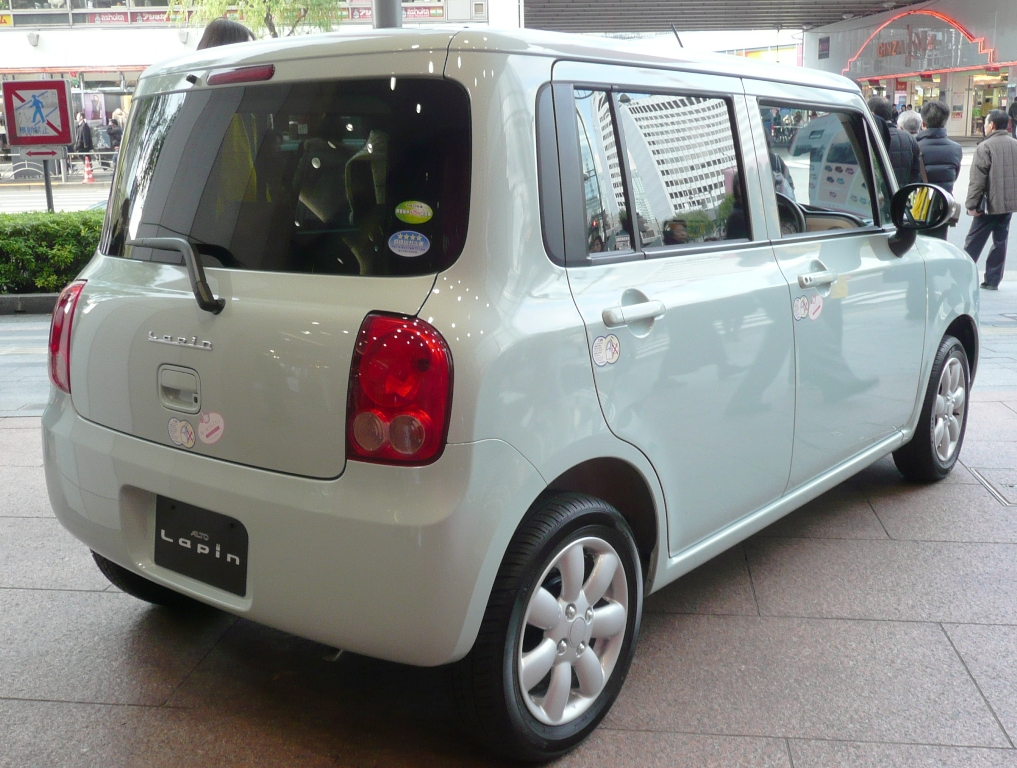
Alto Lapin z tyłu
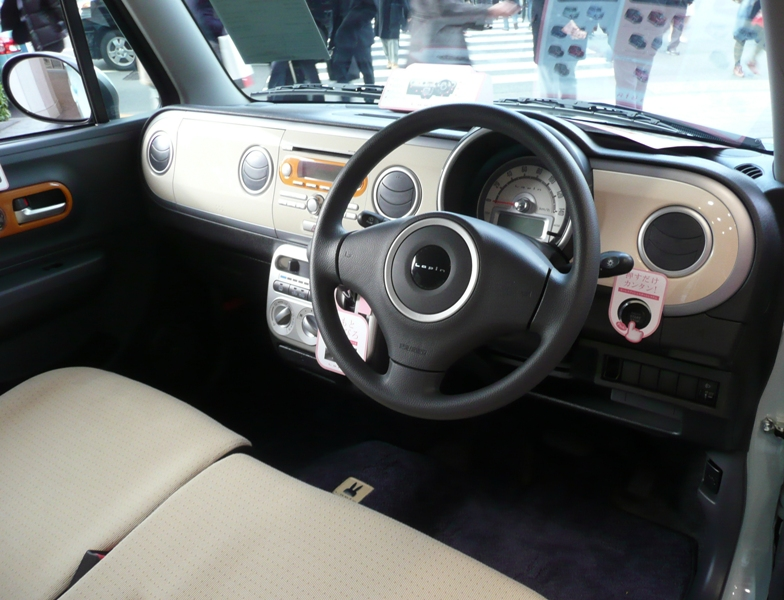
Suzuki Alto Lapin II w środku
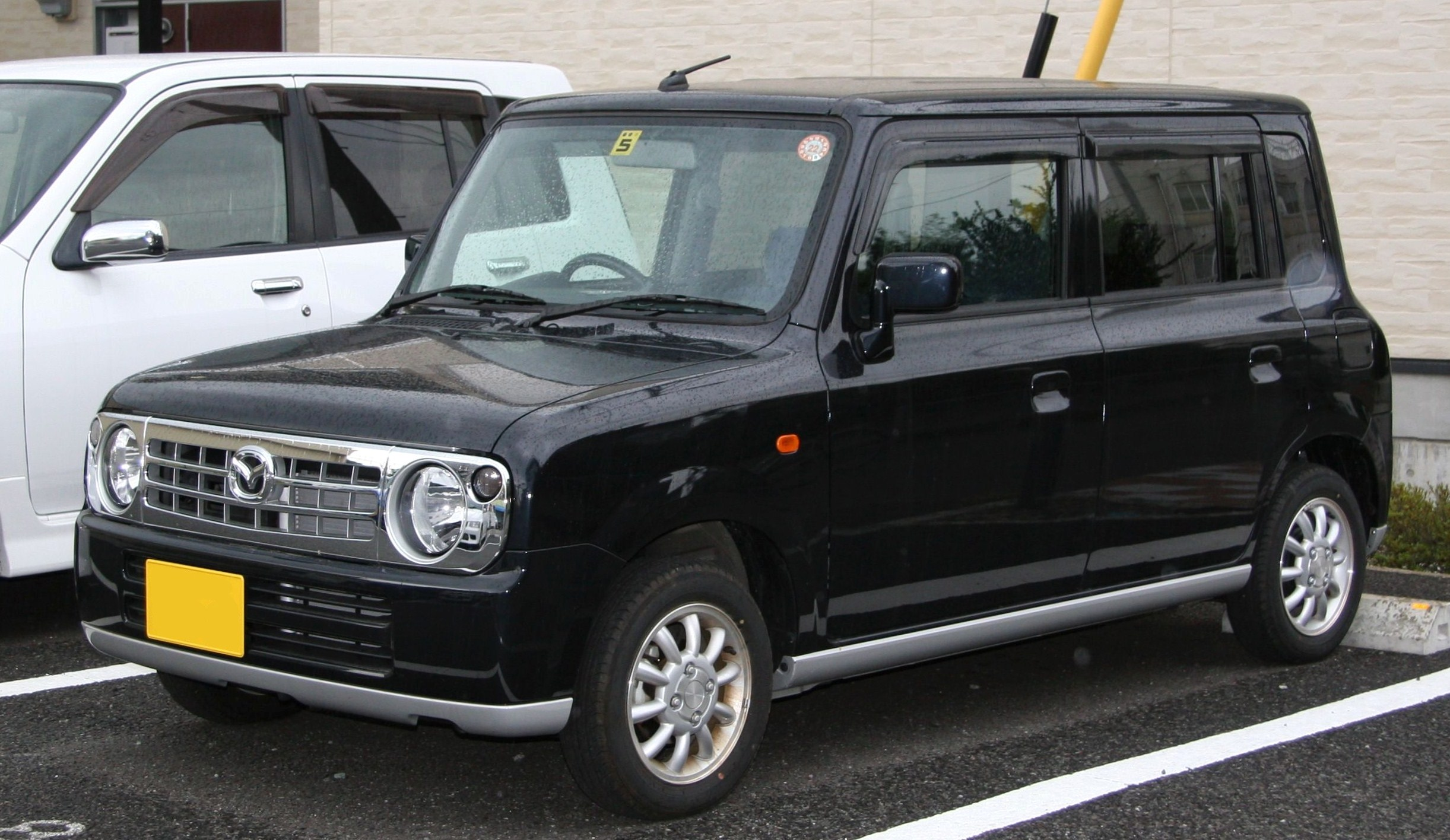
Mazda Spiano